# ختير
خِتَّير (الاسم العلمي: Cortinarius)، جنس فطور غثائية من فصيلة الختيريات. أنواعه المعروفة كثيرة تتجاوز 2000 نوع توجد في جميع أنحاء العالم. تعيش على المواد الدبالية والنباتية المنحلة. تتميز ببوغها النحاسي اللون وباغشيتها الدقيقة التي تتقلص مع تقادم العمر وتجتمع على السوق. أنواعه الجيدة الصنف المأكولة قليلة العدد والأخرى كاعنة غير مرغوب فيها.

## الأنواع
ومن أنواعه:
- ختير بنفسجي
- ختير حرشفي
- ختير دملجي
- ختير رفيع
- ختير كافوري
- ختير أرجواني
- ختير موشح
- ختير منتصر